# Зимевица
Зимевица (болг. Зимевица) — село в Болгарии. Находится в Софийской области, входит в общину Своге. Население составляет 161 человек (2022).

## Политическая ситуация
В местном кметстве Зимевица, в состав которого входит Зимевица, должность кмета (старосты) исполняет Илия Вишков Лозанов (коалиция в составе 4 партий: Евророма, Национальное движение «Симеон Второй» (НДСВ), политический клуб «Экогласность», Болгарская социалистическая партия (БСП)) по результатам выборов.
Кмет (мэр) общины Своге — Емил Цветанов Атанасов (Болгарская социалистическая партия (БСП), Национальное движение «Симеон Второй» (НДСВ), «ЛИДЕР», Зелёные, Политический клуб «Экогласность», Евророма) по результатам выборов.